# 儒洞河
儒洞河，位于中华人民共和国广东省西南部，发源于阳西县西北端望夫山脉的鹅凰嶂西，蜿蜒向南流经新圩镇里坪、东水村，过沙河村后成为阳西县和茂名市电白区的界河，继续向南流经电白望夫镇治及双石村、官路村（此段也称望夫河）、阳西新圩镇治、马车村、儒洞镇水正村等村镇，于儒洞镇转东南流，注入南海的沙扒渔港。河长54千米，河床平均比降2.84‰，流域面积6,97平方千米。年均径流量8.57亿立方米。